# Father of the House
Der Father of the House ist ein in England 1654 erstmals erwähnter, spätestens jedoch seit 1779 in Großbritannien üblicher Ehrentitel für das dienstälteste Mitglied des Unterhauses. Im Juni 2017 wurde auch der Titel Mother of the House eingeführt. In anderen englischsprachigen Ländern wie Neuseeland und Australien sind ähnliche Titel üblich. Die Funktion ist teilweise der des deutschen Alterspräsidenten vergleichbar, aber nicht identisch.

## Definition
Nach den ungeschriebenen Gesetzen der Tradition steht dem nach Dienstjahren ältesten Mitglied des Unterhauses der Ehrentitel Father of the House zu. Falls mehrere Mitglieder des Parlaments gleich lange Dienstzeiten vorweisen können, wird derjenige ernannt, der unter ihnen nach dem Tagungsprotokoll, dessen Bände in Großbritannien als Hansard bekannt sind, als erster vereidigt wurde. Gleichwohl gab es früher immer wieder unterschiedliche Meinungen darüber, ob dem nach Lebensjahren ältesten Parlamentsmitglied der Titel gebührt, demjenigen, der sein Mandat am längsten ausübt, oder demjenigen, dessen Vereidigung als Abgeordneter am weitesten zurückliegt.

## Funktionen
Einzige offizielle Funktion des Father of the House ist es, bei der Wahl des Speakers des Parlaments, meist zu Beginn einer Legislaturperiode, den Vorsitz zu führen, wobei der Speaker im Wesentlichen ähnliche, aber nicht dieselben Aufgaben hat wie der Bundestagspräsident. Für die Sitzungsleitung werden aber alle Personen nicht berücksichtigt, die Minister der Krone sind. Die Sitzungsleitung des Fathers of the House bei der Speaker-Wahl ist allerdings erst seit 1972 in der Geschäftsordnung festgelegt und war die Reaktion auf die schwierige Wahl des Speakers 1971. Der Clerk of the House of Commons, der bis dahin die Wahl leitete, ist Diener des Hauses und nicht dessen Mitglied und darf daher nicht sprechen. Er erteilte das Rederecht durch Gesten. Vorbild für die Änderung war die französische Nationalversammlung, wo das nach Lebensjahren älteste Mitglied die erste Sitzung nach der Wahl eröffnet.
Der Father of the House ist außerdem berechtigt, an feierlichen Ereignissen des Parlaments an herausgehobener Position teilzunehmen.

## Geschichte
Der Titel als solcher findet sich bereits 1654 erstmals erwähnt, wobei völlig unklar ist, was damals darunter zu verstehen war. Benjamin Bathurst, der von 1713 bis 1767 dem Unterhaus angehörte, wurde von seinen Nachfahren als Father of the House bezeichnet. In der Presse fand der Begriff ab 1779 Verwendung, als Collins´ Peerage Nicholas Herbert den Titel zubilligte, der damals 35 Jahre amtiert hatte. 1788 würdigte das Gentleman´s Magazine Thomas Noel mit dem Titel, ein Politiker, der mit einer zwölfjährigen Unterbrechung sechzig Jahre im Unterhaus saß, sich allerdings selten dort sehen ließ und kaum jemals zu Wort meldete. 1813 wird Whitshed Keene in einem Artikel des Literary Panorama, sowie auf einem Stich aus dem Jahr 1816, der sein Porträt zeigt, als Father of the House bezeichnet und auch in den Nachrufen auf ihn, die 1822 erschienen, entsprechend gewürdigt. Der Politiker mit irischen Wurzeln war fünfzig Jahre lang, von 1768 bis 1818, Parlamentsabgeordneter, anfänglich für den Wahlkreis Wareham in Südengland. Der Liberal Democrats Henry Campbell-Bannerman war von Mai 1907 bis zu seinem Tod im April 1908 als bisher einziger Politiker gleichzeitig Premierminister und Father of the House. Er brachte es auf rund vierzig Jahre Parlamentsmitgliedschaft.
Von 2015 bis 2017 war in der Nachfolge von Gerald Kaufman, dem Labour-Abgeordneten für den Wahlkreis Manchester Gorton, der früher Conservative Partye und danach unabhängige Kenneth Clarke aktueller Titelträger, der seit 1970 den Wahlkreis Rushcliffe südlich von Nottingham vertrat und mehrfach Minister war. Der Labour-Abgeordnete Dennis Skinner, der ebenfalls seit 1970 für den Wahlkreis Bolsover in Derbyshire im Unterhaus saß, wurde in der Reihenfolge nach Clarke vereidigt.
Am 13. Juni 2017 schuf Premierministerin Theresa May den Titel Mother of the House, den derzeit die Labour-Politikerin Harriet Harman innehat, die seit 1982 den Wahlkreis Camberwell and Peckham vertritt.
Von 2019 bis 2024 war der Conservative Partye Abgeordnete Sir Peter Bottomley der Father of the House. Im Jahr 2024 gelang es Sir Edward Leigh.

## Trivia
Im britischen Unterhaus gibt es neben den mit grünem Leder bezogenen Bänken nur eine wirklich bequeme Sitzgelegenheit, die der Legende nach für den Abgeordneten Tam Dalyell eingerichtet wurde, einem früheren Labour-Politiker und Father of the House, der mit seinen ausufernden und zeitraubenden Fragen zur Versenkung des argentinischen Kriegsschiffs Belgrano im Falkland-Krieg Premierministerin Margaret Thatcher unter Druck setzte.
In der britischen Presse wurde auch ein Baby of the House ausgerufen, also das jüngste Parlamentsmitglied als solches bezeichnet. Seit der Wahl im Dezember 2019 ist das die damals 23-jährige Nadia Whittome von der Labour Party, die den Wahlkreis Nottingham East vertritt und sich vor ihrer Parlamentszugehörigkeit als linksorientierte Politikerin für den Verbleib Großbritanniens in der EU einen Namen machte.

## Amtsinhaber seit 1899
| Name                          | Ins Parlament eingezogen    | Father ab | Ausgeschieden aus dem House of Commons | Partei                         | Wahlkreis                                                                                              |
| ----------------------------- | --------------------------- | --------- | -------------------------------------- | ------------------------------ | --- |
| William Wither Bramston Beach | 1857                        | 1899      | 1901 †                                 | Conservative Party             | North Hampshire (1857–1885) Andover (1885–1901)                                                        |
| Michael Hicks Strand          | 1864                        | 1901      | 1906                                   | Conservative Party             | East Gloucestershire (1864–85) Bristol West (1885–1906)                                                |
| George Finch                  | 1867                        | 1906      | 1907 †                                 | Conservative Party             | Rutland                                                                                                |
| Sir Henry Campbell-Bannerman  | 1868                        | 1907      | 1908 †                                 | Liberal Democrats              | Stirling Burghs                                                                                        |
| Sir John Kennaway, 3. Baronet | 1870                        | 1908      | 1910                                   | Conservative Party             | East Devon (1870–85) Honiton (1885–1910)                                                               |
| Thomas Burt                   | 1874                        | 1910      | 1918                                   | Lib-Lab                        | Morpeth                                                                                                |
| T. P. O’Connor                | 1880                        | 1918      | 1929 †                                 | Nationalist Party              | Galway Borough (1880–85) Liverpool Scotland (1885–1929)                                                |
| David Lloyd George            | 1890                        | 1929      | 1945                                   | Liberal Democrats              | Caernarvon Boroughs                                                                                    |
| Edward Turnour                | 1904                        | 1945      | 1951                                   | Conservative Party             | Horsham (1904–18, 1945–51) Horsham and Worthing (1918–45)                                              |
| Sir Hugh O’Neill              | 1915                        | 1951      | 1952                                   | UUP                            | Mid Antrim (1915–22) Antrim (1922–50) North Antrim (1950–52)                                           |
| David Grenfell                | 1922                        | 1952      | 1959                                   | Labour                         | Gower                                                                                                  |
| Sir Winston Churchill         | 1900 fortlaufend ab 1924    | 1959      | 1964                                   | Conservative Party             | Oldham (1900–04)                                                                                       |
| Sir Winston Churchill         | 1900 fortlaufend ab 1924    | 1959      | 1964                                   | Liberal Democrats              | Oldham (1904–06) Manchester North West (1906–08) Dundee (1908–22)                                      |
| Sir Winston Churchill         | 1900 fortlaufend ab 1924    | 1959      | 1964                                   | Conservative Party             | Epping (1924–45) Woodford (1945–64)                                                                    |
| Rab Butler                    | 1929                        | 1964      | 1965                                   | Conservative Party             | Safran Walden                                                                                          |
| Sir Robin Turton              | 1929                        | 1965      | 1974                                   | Conservative Party             | Thirsk and Malton                                                                                      |
| George Strauss                | 1929 kontinuierlich ab 1934 | 1974      | 1979                                   | Labour                         | Lambeth North (1929–31, 1934–50) Vauxhall (1950–79)                                                    |
| John Parker                   | 1935                        | 1979      | 1983                                   | Labour                         | Romford (1935–45) Dagenham (1945–83)                                                                   |
| James Callaghan               | 1945                        | 1983      | 1987                                   | Labour                         | Cardiff South (1945–50) Cardiff South East (1950–83) Cardiff South and Penarth (1983–87)               |
| Sir Bernard Braine            | 1950                        | 1987      | 1992                                   | Conservative Party             | Billericay (1950–55) South East Essex (1955–83) Castle Point (1983–92)                                 |
| Sir Edward Heath              | 1950                        | 1992      | 2001                                   | Conservative Party             | Bexley (1950–74) Sidcup (1974–83) Old Bexley and Sidcup (1983–2001)                                    |
| Tam Dalyell                   | 1962                        | 2001      | 2005                                   | Labour                         | West Lothian (1962–83) Linlithgow (1983–2005)                                                          |
| Alan Williams                 | 1964                        | 2005      | 2010                                   | Labour                         | Swansea West                                                                                           |
| Sir Peter Tapsell             | 1959 kontinuierlich ab 1966 | 2010      | 2015                                   | Conservative Party             | Nottingham West (1959–64) Horncastle (1966–83) East Lindsey (1983–97) Louth and Horncastle (1997–2015) |
| Sir Gerald Kaufman            | 1970                        | 2015      | 2017 †                                 | Labour                         | Manchester Ardwick (1970–83) Manchester Gorton (1983–2017)                                             |
| Kenneth Clarke                | 1970                        | 2017      | 2019                                   | Conservative Party (1970–2019) | Rushcliffe                                                                                             |
| Kenneth Clarke                | 1970                        | 2017      | 2019                                   | Unabhängig (2019)              | Rushcliffe                                                                                             |
| Sir Peter Bottomley           | 1975                        | 2019      | 2024 U                                 | Conservative Party             | Woolwich West (1975–83) Eltham (1983–97) Worthing West (1997–2024)                                     |
| Sir Edward Leigh              | 1983                        | 2024      | gegenwärtig                            | Conservative Party             | Gainsborough and Horncastle (1983–1997) Gainsborough (1997–heute)                                      |